# Стародубцев, Вячеслав Васильевич
Вячесла́в Васи́льевич Староду́бцев (род. 27 июня 1981, Тула, Россия) — кандидат искусствоведения, главный режиссёр Новосибирского государственного академического театра оперы и балета, режиссёр московского музыкального театра «Геликон-опера», исполняющий обязанности ректора Новосибирской государственной консерватории имени М. И. Глинки, художественный руководитель Театра Драмы и Оперы «Театр ДО», член союза театральных деятелей РФ. Заслуженный деятель искусств Российской Федерации (2023).

## Биография
В 2006 году окончил факультет музыкального театра Российского университета театрального искусства — ГИТИС (мастерская народного артиста РФ Д. Бертмана) по специальности актёр музыкального театра. Окончил аспирантуру на Кафедре режиссуры и мастерства актёра музыкального театра в 2009 году. Защитил диссертацию по теме «Методика обучения мастерству актёра и режиссуре оперы» и получил звание кандидата искусствоведения. Имеет публикации в научных изданиях.
С января 2002 года и по настоящее время — солист и режиссёр Московского музыкального театра «Геликон-опера» под руководством Д. Бертмана, где будучи второкурсником ГИТИСа дебютировал в роли Янека в российской премьере оперы Яначека «Средство Макропулоса» (дирижёр-постановщик — народный артист СССР Г. Рождественский). В репертуаре театра сыграно более 15 ролей, среди которых: "Ленский", «Евгений Онегин» Пушкина; "Граф Бельфиоре", «Мнимая садовница» Моцарт; "Дон Базилио", «Свадьба Фигаро» Моцарт; «Актеон», «Актеон» Марк-Антуан Шарпантье; "Алексей", «Пётр Великий» Гретри; "Натаниэль", «Сказки Гофмана» Оффенбаха; Бардольф, «Фальстаф» Верди и т. д.
В качестве ведущего режиссёра в театре «Геликон-опера» работал над спектаклями: «Летучая мышь» Штрауса, «Любовь к трем апельсинам» Прокофьева, «Садко» Римского-Корсакова, «Средство Макропулоса» Яначека, «Кальмания» по опереттам Кальмана, «Гершвин-гала» по произведениям Гершвина, «Вампука, невеста африканская» Эренберга, «Мнимая садовница» Моцарта.
С 2006 года — артист и педагог по вокалу Театра Романа Виктюка. С 2006 по 2013 года — педагог по мастерству актёра и режиссуре факультета музыкального театра ГИТИСа, в 2008—2011 годах являлся режиссёром центра оперного пения Галины Вишневской.
В качестве режиссёра-постановщика осуществил следующие проекты: «Человек играющий» Чечётко (Геликон-опера); «Женитьба и другие ужасы» к 200-летию Гоголя (центр оперного пения Г. Вишневской); «Леди Макбет Мценского уезда» Шостаковича (Фестиваль М. Ростроповича); оперетта «Парижская жизнь» Оффенбаха, драматический спектакль «Сирано де Бержерак», «Наказанный распутник» — по драме Пушкина «Каменный гость» и сценам из оперы Моцарта «Дон Жуан» (Приморский драматический театр им. М. Горького); «Мавра» Стравинского (Приморский театр оперы и балета); «Царская невеста» Римского-Корсакова (Приморская сцена Мариинского театра); драматический спектакль «Я другое Дерево» — посвящение А. Тарковскому и М. Тереховой на музыку М. Таривердиева (Таллин, Эстония); драматический спектакль «Антонио и Амадей» (Театр ДО), «Музыки русская душа» — концерт-спектакль, посвящённый Ф. Шаляпину, С. Лемешеву, И. Козловскому (в рамках благотворительной акции «Белая роза» фонда социально-культурных инициатив Светланы Медведевой) и другие.
В качестве музыкального консультанта и режиссёра музыкальных сцен выпустил российские кинокартины «Достоевский» (режиссёр В. Хотиненко), «Куприн. Поединок» (режиссёр А. Малюков), «Григорий Распутин» (режиссёр А. Малюков).
Обладатель Государственной стипендии министерства культуры РФ и Союза театральных деятелей, почётной грамоты департамента культуры Приморского края «За высокий профессионализм, творческие достижения в театральном искусстве и большой личный вклад в развитие музыкальной культуры Приморского края».
Постоянный участник международного кинофестиваля стран АТР «Pacific meridian» (Меридианы Тихого). Организатор и постановщик международных арт-проектов в Японии (литературно-музыкальный фестиваль «Живое русское слово», Токио), Индии («Jazz forever», Нью-Дели), Испании («Danza De Amor», Бенидорм), Эстонии (Portrait Gallery «Tarkovski PEEGEL. Ma olen teine Puu», Таллин), Белоруссии («Дни российской культуры, Минск»). Постоянный член жюри и один из организаторов Московского фестиваля школьных музыкальных театров. Председатель жюри Международного фестиваля-конкурса детского и юношеского творчества «Салют талантов».
С 2017 года — главный режиссёр Новосибирского государственного академического театра оперы и балета. На сцене театра осуществил следующие постановки: оперный квест «Турандот» (2016), fashion-опера «Аида» (2016), опера «Пиковая дама. Игра» (2016), триллер опера «Бал-маскарад» (2017). В малом зале театра поставлены оперы "Свадьба Фигаро", "Волшебная флейта", "Дон Жуан", "Сильва".
Основной упор постановок Стародубцева сделан на декоративное оформление, без раскрытия внутреннего содержания. Мотивация персонажей нередко не объяснима, и противоречит либретто. Например в "Пиковой даме" князь Елецкий обращаясь к Лизе "Я Вас люблю" избивает её, в опере "Дон Жуан" Командора убивает Дон Оттавио (неоднократно пытаясь убить и Дон Жуана". Нередко в постановках Стародубцева имеет место быть сокращение музыки. Например в "Пиковой даме" полностью убрана пастораль, сокращены сцены с игроками, убран детский хор, в "Аиде" исключены все балетные сцены, в операх Моцарта серьезно купюрированы речитативы, в "Волшебной флейте" вообще пропал ряд сцен. Наиболее удачные постановки Стародубцева "Летучая мышь" (с новым либретто Т.Лопатиной), "Аида", "Бал маскарад", "Турандот". Весьма успешны постановки детских опер.
С 2023 года является исполняющим обязанности ректора Новосибирской государственной консерватории имени М.И. Глинки.
В 2024 году вошёл в Совет при президенте Российской Федерации по культуре и искусству.